# Kupaonica
Kupaonica se nalazi u svakom stanu ili kući, a služi za održavanje osobne higijene čovjeka. Kupaonica je prostorija, u domu, koja se koristi svakodnevno. U današnje vrijeme, postoji puno izbora za izgled iste. Pločice koje se stavljaju u kupaonicu su, danas, raznih oblika i boja. Danas se može birati dizajn kupaonice. U sklopu svake kupaonice, može se nalaziti i toalet, ali i ne mora. Oni mogu biti odvojeni. U kupaonici se nalaze kupaonski ormarići, ogledalo, tuš kabina ili kada, umivaonik i bide, iako nije nužan. U današnje vrijeme kupaonice su najčešće malene, pa je tuš kabina najbolje rješenje da se dobije više prostora u kupaonici. 

## Kupaonski ormarići
Kupaonski ormarići su sastavni dio većine današnjih kupaonskih prostora. Najčešće su manje veličine, da stanu u većinu kupaonica, iako mogu biti i veći. Sastoje se od vrata ormarića i polica. Različitog su dizajna, oblika i različitih boja.  Na policama se drže ručnici za poslije tuširanja i pranja. Na police u kupaonske ormariće se spremaju i dezinfekcijska sredstva za održavanje higijene u kupaonici.

## Tuš kabine
Tuš kabine mogu biti različitih oblika i mogu biti napravljene od različitih materijala. Svrha tuš kabina je ta, da one služe, održavanju čistoće čovjekova tijela. Mogu biti veće i manje, za dvije osobe ili jednu osobu. Bolji su izbor od obične kade.  Praktične su i zauzimaju manje mjesta u prostoru. 

## Ogledalo u kupaonici
Ogledalo je još jedan dio kupaonskog namještaja. Ono se najčešće nalazi iznad umivaonika. Ogledalo u kupaonicama ima dva ormarića s lijeve i desne strane, koji služe za, u njih odložiti, određene potrepštine. Također, ono ima policu koja služi za žensku šminku.  

## Umivaonik
Umivaonik ima svakodnevnu uporabu. U umivaoniku se peru ruke, zubi, te se umiva. Održavanje umivaonika, kao i cijele kuponice je bitno zbog čistoće i higijene čovjeka. Kao što ima raznih oblika tuš kabina, ima raznih oblika i umivaonika. Neki umivaonici su poduprti nogama, a neki su ugrađeni u kupaonski ormarić.  U današnje vrijeme veliki je izbor umivaonika s nogama.Visina umivaonika se može podesiti pomoću platformi. Osim umivaonika s nogama postoje i umivaonici koji su zidni. Ovo je najpraktičnija vrsta umivaonika, jer zauzimaju najmanje prostora. Oni sadrže pregradu koja ih drži na visini. Pregrada na zidnim umivaonicima je jaka i može podnijeti velike pritiske. Kod odabira umivaonika ocjenjuje se veličina prostorije, ako je prostorija manje veličine, tu bi bilo najbolje postaviti zidni umivaonik, jer on pušta puno prostora pod sobom, gdje se može odložiti neki drugi komad kupaonskog namještaja. Za velike kupaonice ljudi najčešće kupuju umivaonike s ormarićem, jer su veliki, prostrani i sadrže ormarić, u koji se mogu složiti razna sredstva za čišćenje i druge kupaonske potrepštine. Ako je ormarić ispod umivaonika napravljen od prirodnog drva, treba ga se podmazivati svako malo, kako bi se drvo očuvalo od kamenca, vlage i drugih nepovoljnih uvjeta u kupaonici. Takav umivaonik se ne postavlja pokraj grijalica. Umivaonici koji su od mramora podnose više nego drugi. Čiste se i tretiraju samo s vlažnom krpom za čišćenje. Umivaonik se sastoji od više dijelova, koji su: armatura, kutni ventil, cijevi sifona, stojeće postolje, posuda za pranje, postolje za postavljanje umivaonika itd.

## Bide
Bide nije nužno imati u kupaonici. Bide znači posuda na koju se sjedne. On je sve češća pojava u svim kupaonicama, praktičan je. Na bideu se peru noge i genitaliji. Postavljanje bidea može biti na dva načina. Postavi se na tlo ili na zid. Bide služi za svakodnevno održavanje higijene tijela. Bide se treba čistiti sa sredstvima za čišćenje i dezinfekciju, barem jednom u tjedan dana.  Može biti izrađen od različitih materijala, kao što su porculan, plastika i keramika. Postoje stojeći i viseći bidei. 

## Toalet
Toalet može, i ne mora biti sastavni dio kupaonskog prostora. Najstariji toalet star je oko 4000 godina. Onda se nisu koristili vodokotlići, nego se voda sipala u kante, i tako se praznio toalet. Nekada se nije koristio toalet papir, nego lišće. Danas postoji mnogo različitih vrsta toaleta. Oni se razlikuju po boji, dizajnu, veličini itd. Svaki toalet danas ima vodokotlić, u kojem se nalazi voda, koja služi za odvođenje fekalija kroz kanalizacijske cijevi. Toalet se treba održavati čistim.